# Instrumento de cuerda frotada
Pertenecen al grupo de instrumentos de cuerda frotada aquellos cuyo sonido se obtiene a través de un arco (generalmente con el arco hecho de madera, que es la zona de sujeción, y un conjunto de cuerdas de crin tensadas debido a que se sujetan a los dos extremos del arco y con las que se frotan las cuerdas), aunque también existe una técnica de «pellizcar» la cuerda, llamada pizzicato. 

Detalle de Descanso en la huida a Egipto, de Caravaggio.

1. El pizzicato se logra pellizcando la cuerda con los dedos, no frotándola con el arco.
2. El trémolo (en italiano, «temblor») se indica trazando unas líneas a través de la plica de una nota y es el signo empleado para indicar la ejecución de una sola nota, rozando el arco rápidamente.
3. Col legno (en italiano, «con la madera») quiere decir que se debe rozar la cuerda con la madera de la barra del arco en lugar de con las cerdas.
4. Col sordino (en italiano, «con sordina») indica el empleo de la sordina, que es una pequeña grapa que se coloca encima o sobre el puente para impedir la total resonancia del cuerpo del instrumento. De esta forma se enmudece o se apaga la intensidad del sonido producido.
5. Sul ponticello («sobre el puente») indica al ejecutante que roce el arco lo más cerca posible del puente del instrumento. Produce un sonido duro y agrio que puede resultar apto en ciertos contextos, por ejemplo para conseguir una atmósfera de misterio.
6. Sul tasto («sobre el diapasón») indica todo lo opuesto a sul ponticello. El ejecutante debe rozar el arco cerca del diapasón del instrumento. El efecto conseguido es particularmente suave , sinfónico y meloso .

- Arpa
- Contrabajo
- Bazantar
- Instrumentos de la familia del Erhu
- Instrumentos de la familia Huqin
- Monocordio
- Nyckelharpa
- Octabajo
- Rabel, instrumento tradicional de la península ibérica y partes de América Latina
- Rabeca
- Sarangui
- Sinfonía
- Viola de arco
- Viola da gamba
- Viola de amor (también  como viola  en italiano o viola ' en francés)
- Viola Profunda
- Violín tenor
- Violín
- Viola
- Violonchelo
- Violonchelo de brazo
- Zanfona, también llamada sinfonía, zanfona y zampoña